# Cloncollow
Cloncollow est un townland dans la paroisse civile de Tomregan et l'ancienne baronnie de Loughtee Lower, dans le comté de Cavan, en Irlande.

## Géographie
Les limites du territoire sont constituées par :
- au nord, les townlands de Cavanagh et Agharaskilly ;
- à l'est, Carrigan & Mullynagolman;
- au sud, Togher Lough ;
- et à l'ouest, les townlands de Fartrin & Slievebrickan.

Togher Lough, Lough Rud, la Rag River qui relie les deux lacs et une colline (un drumlin) culminant à 238 pieds (72,5424 m) se trouvent sur le townland.
Au point de vue routier, Cloncollow est desservi par Slievebrickan lane. 
Le townland couvre 56 ha (140 statute acres), dont 2,5 ha en eau.

## Toponymie
Le nom du townland est une anglicisation du nom de lieu gaélique « Cluain Colbhaigh » qui signifie « prairie de Calva ». 
Une autre signification suggérée est « prairie de la frontière ». La mention la plus ancienne de ce nom figure dans une liste de 1790 des villes du comté de Cavan où il est orthographié « Cloncallow ».

## Histoire
Le townland faisait partie des terres appartenant à l'église catholique romaine de Tomregan. Elles ont été accordées à l'évêque protestant de Kilmore en 1610, dans le cadre de la Plantation d'Ulster.
Par un bail en date du 6 avril 1612, l'évêque accorde les terres à Oliver de Kilbeggan, dans le comté de Westmeath et à Sir Garret Moore, 1er vicomte Moore de Mellifont, Comté de Louth. 
Le 17 juillet 1639, l'évêque remet les terres à Charles Lambart, 1er comte de Cavan.
Dans les années 1740, l'évêque loue la terre à John Jones pendant 21 ans. Ce bail a été renouvelé à son descendant John Copeland Jones le 20 mai 1843.
Les rôles d'application des dîmes de 1827 énumèrent les payeurs suivants dans le townland : Best, Banot, Neil, Graham, Morton et Brady.
Les carnets de noms de l'Ordnance Survey de 1836 donnent la description suivante du townland : Cluain Calbhaigh, « pelouse ou prairie de Calvagh ». Se trouve dans le sud de la paroisse, terres de l'évêque. Détenues en bail par Mlle Davis. Le gestionnaire des terres est Paterson de Killyshandra. Loué à  bail 32 shillings & 6j par acre arable. Le taux du comté est de 3 shillings. La dîme est de 10d. Les locataires sont des protestants. Le sol produit de l'avoine, des pommes de terre et de l'orge.
Selon l'évaluation de Griffith de 1857, le propriétaire du townland est Davis et les locataires sont Morton, Lee, Best, Berry et Davis.
Dans les années 1860, le titulaire du bail est David Fielding Jones.

## Évolution démographique
En 1841, le territoire comptait 44 habitants, soit 27 hommes et 17 femmes. Les huit maisons étaient toutes habitées.
En 1851, on comptait 44 habitants, soit 18 hommes et 26 femmes. Il y avait six maisons, toutes habitées.
En 1861, le townland comptait 29 habitants, soit 15 hommes et 14 femmes. Il y avait six maisons dont une inhabitée
En 1871, le townland comptait 30 habitants, soit 18 hommes et 12 femmes. Les six maisons étaient toutes habitées (page 279 du recensement).
En 1881, on comptait 37 habitants, soit 20 hommes et 17 femmes. Il y avait cinq maisons, toutes habitées.
En 1891, il y avait 33 habitants, soit 14 hommes et 19 femmes. Les cinq maisons étaient toutes habitées.
Au recensement de 1901, on comptait cinq familles.
Pour le recensement de 1911, huit familles sont répertoriées.

## Archéologie
Un Togher ou chaussée médiévale se trouve à l'endroit de la décharge de la rivière Rag dans le lac Togher. Un pont moderne en béton traverse maintenant la rivière Rag à cet endroit.